# Podomyrma marginata
Podomyrma marginata é uma espécie de formiga do gênero Podomyrma, pertencente à subfamília Myrmicinae.